# Prachtparadiesvogel
Der Prachtparadiesvogel (Ptiloris magnificus) ist eine Art aus der Gattung der Reifelvögel (Ptiloris) innerhalb der Familie der Paradiesvögel (Paradisaeidae). Er gehört zu den wenigen Arten der Paradiesvögel, die nicht nur zur Avifauna Neuguineas, sondern auch zur Avifauna Australiens gehören.
Der Prachtparadiesvogel lebt in tropischen Regenwäldern, wo er sich von Früchten und wirbellosen Tieren ernährt. Die prachtvolle, farbenfrohe und lautstarke Balz findet von Ansitzwarten aus statt. Die Männchen spreizen dabei die geöffneten Flügel weit zur Seite und bewegen ihren Kopf rhythmisch hin und her. Die Weibchen, die deutlich unauffälliger als die Männchen gefiedert und nur schwer in den Baumkronen auszumachen sind, verpaaren sich nur mit wenigen dominanten Männchen. Für Nestbau und Jungenaufzucht ist das Weibchen allein verantwortlich. Es werden zwei Unterarten unterschieden.
Die Art wird von der IUCN als nicht gefährdet (least concern) eingestuft.

## Merkmale
Der Prachtparadiesvogel ist mit einer Körperlänge von 26 bis 34 Zentimeter einer der großen Arten der Reifelvögel. Adulte Männchen erreichen durchschnittlich eine Körperlänge von 31 Zentimetern und wiegen zwischen 143 und 230 Gramm. Weibchen bleiben mit einer durchschnittlichen Körperlänge von 28 Zentimeter geringfügig kleiner. Sie wiegen zwischen 94 und 185 Gramm.
Auf das Schwanzgefieder entfallen beim Männchen zwischen 9,2 und 11 Zentimeter, bei den Weibchen zwischen 8,8 und 10,8 Zentimeter. Die Flügel sind kurz und rund. Sie haben bei den Männchen eine Länge von 18,2 bis 20 Zentimeter und bei den Weibchen eine Länge von 14,7 bis 16,5 Zentimeter. Bei beiden Geschlechtern ist der kräftig gebaute Schnabel leicht nach unten gebogen, bei den Weibchen ist allerdings die Krümmung etwas ausgeprägter. Es besteht ein ausgeprägter Geschlechtsdimorphismus. Das Schwanzgefieder ist bei beiden Geschlechtern im Vergleich zur Körpergröße kurz.

### Männchen

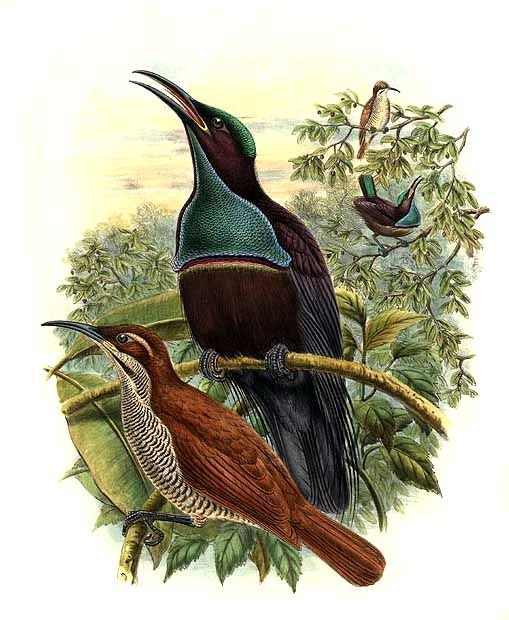
Darstellung eines Paares von Prachtparadiesvögeln

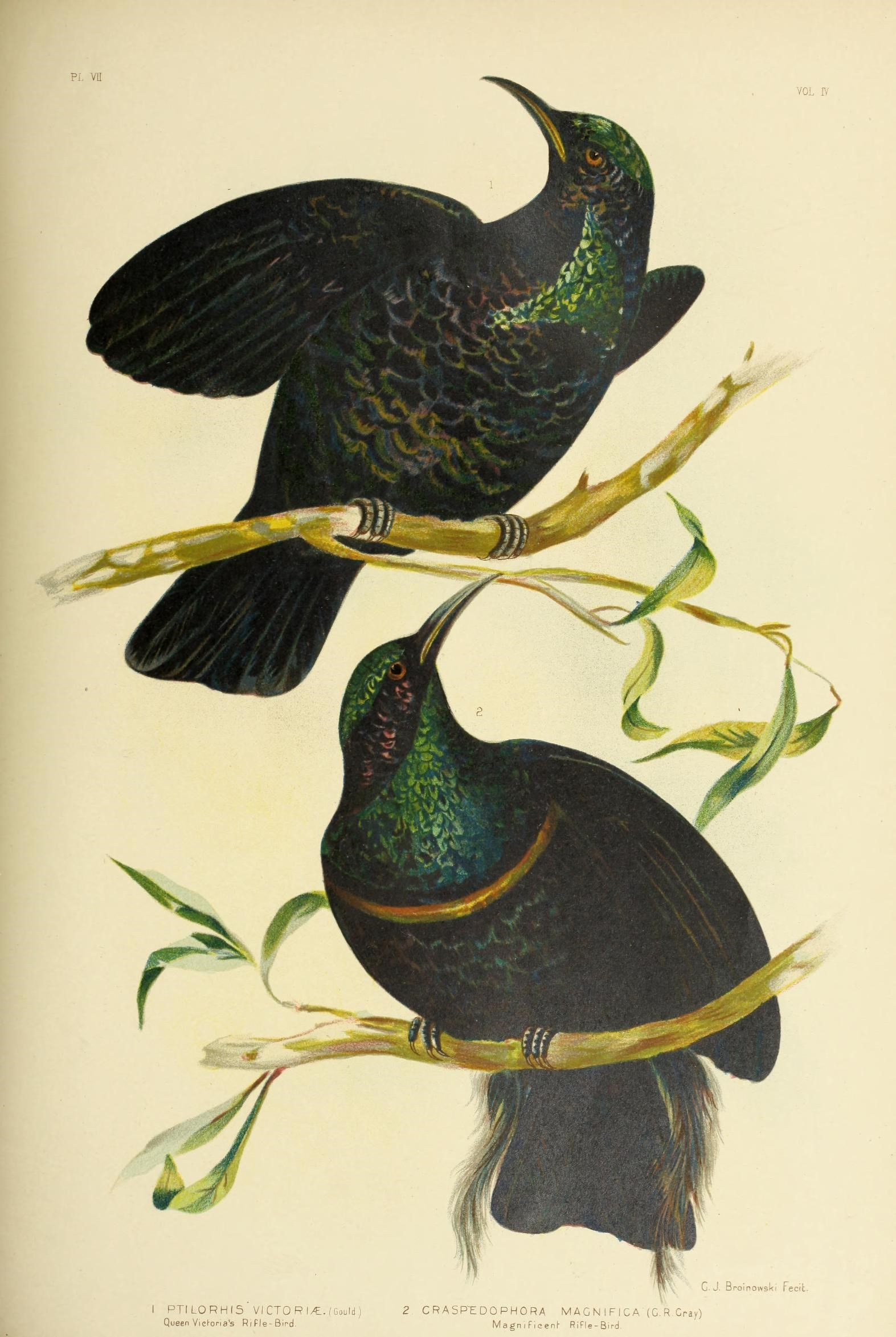
Darstellung, die die irisierenden Gefiederpartien des Männchens hervorhebt.

Das Männchen hat ein schwarzes Körperobergefieder, davon hebt sich die metallisch grünlich bis blaugrünlich glänzende Kappe ab. Sie erstreckt sich von der Mitte der Stirn über den Scheitel bis in den Nacken. Der Rest des Kopfes, der Nacken und die Körperoberseite schimmert bei bestimmtem Lichteinfall leicht violett.
Das Schwanzgefieder hat auf der Oberseite einen metallisch grünen bis bläulich-grünen Glanz, die Federsäume und die Schwanzspitze schimmern metallisch schwarz. Von der Mitte des Kinns erstreckt sich bis zur Vorderbrust ein großer, ungefähr dreieckiger metallisch blaugrün schimmernden Fleck. An den Kehlseiten sind die Federn verlängert und werden während der Balz aufgestellt. Auf der Brustmitte verläuft ein schmales schwarzes Band, dieses ist unten von einem gelbgrün schimmernden Band eingefasst. Der Bauch, der Bürzel und die Flanken sind bei der Nominatform kastanienbraun. Besonders der Bürzel glänzt auffallend. Die Federn an den unteren Flanken sind verlängert und teils länger als die Schwanzspitze. Die Unterschwanzdecke ist glänzend schwarz.
Der Schnabel ist schwarz und etwas kürzer als bei den Weibchen. Der Schnabelwinkel ist gelb und ist immer wahrnehmbar.  Das Schnabelinnere ist mattgelb bis grünlich gelb, was bei rufenden Vögeln deutlich zu sehen ist. Die Iris ist schwarzbraun.

### Weibchen
Beim Weibchen erstreckt sich die dunkel olivbraune Kopfkappe von der Stirn bis in den hinteren Nacken. Sie weist kurze isabellfarbene Strichel auf. Die Kappe wird auf jeder Kopfseite durch einen langen, schmalen und weißlichen Überaugenstreifen begrenzt. Ein schmaler, überwiegend cremefarbener Orbitalring umgibt das Auge und bildet über und unter dem Auge jeweils einen kleinen hellen Fleck. Ein schmaler dunkelbrauner Streifen beginnt an der Schnabelbasis, verläuft über das Auge und die Ohrdecken und endet im Nacken. Dieser Streifen ist durch einen weißlichen breiten Bartstreif und einen schmalen schwarzbraunen Bartstreif eingefasst. Das Kinn und die Kehle sind cremeweiß bis isabellfarben. Die untere Region der Kehle ist dunkelbraun getupft. Die Körperoberseite und der Schwanz sind olivfarben, die Oberschwanzdecken haben außerdem zimtbraune Federsäume. Das Schwanzgefieder ist auf der Oberseite rötlich-braun.
Die Körperunterseite ist cremeweiß bis isabellfarben mit einer dichten schwarzbraunen Querbänderung, die Richtung Bauch etwas breiter wird. Der Schwanz ist auf der Unterseite olivbraun.
Der Schnabel ist schwarz bis grauschwarz. Die Iris ist wie beim Männchen schwarzbraun.

### Jungvögel
Jungvögel gleichen unabhängig vom Geschlecht in ihrem ersten Lebensjahr und zweitem Lebensjahr dem Weibchen. Ab dem dritten Lebensjahr beginnen die subadulten Männchen allmählich in das Gefieder der adulten Männchen zu wechseln. Sie haben zunächst ein überwiegend weibliches Gefieder, weisen jedoch zunehmend Körperstellen mit dem schwarzen Gefieder des ausgewachsenen Männchens auf.

### Merkmale der Unterart
Die auf der australischen Kap-York-Halbinsel vorkommende Unterart Ptiloris magnificus albert unterscheidet sich von der Nominatform durch kürzere Flügel und kürzere Läufe. Der Schnabel ist außerdem gekrümmter. Die Männchen haben eine grauschwarze Körperunterseite. Das mittlere Steuerfederpaar ist etwas kürzer.

## Verwechslungsmöglichkeiten
Der Prachtparadiesvogel ist in seinem australischen Verbreitungsgebiet mit kaum einer anderen Vogelart zu unterscheiden; In den feuchten Regenwäldern der Kap-York-Halbinsel ist er der einzige Paradiesvogel. Selbst bei schlechtem Licht ist er auf Grund seiner Größe und seines vergleichsweise schmalen Kopfes, dem gebogenen Schnabels und dem kurzen Schwanz gut von anderen Arten zu unterscheiden. Der Lärmpitta hat allerdings einen ähnlichen Ruf wie der Prachtparadiesvogel.
Auf Neuguinea kann er dagegen mit dem Papuaparadiesvogel verwechselt werden, der zur gleichen Gattung gehört. Das Männchen des Prachtparadiesvogels ruft ein zwei- bis viersilbiges whoiiiet whoiiet, während der Papuaparadiesvogel ein harsches, knurrendes crrraiy-crrrow ruft. Bei Feldbeobachtungen sind die beiden Arten dagegen kaum unterscheidbar. Der Prachtparadiesvogel hat einen etwas längeren Schnabel, die verlängerten Schmuckfedern an den Flanken sind länger und reichen anders als beim Papuaprachtvogel über das Schwanzgefieder hinaus.

## Verbreitungsgebiet der beiden Unterarten und Lebensraum
Der Prachtparadiesvogel gehört zu den Paradiesvögeln mit einem sehr großen Verbreitungsgebiet: Es erstreckt sich vom Vogelkop im Westen Neuguineas bis zur Spitze der südöstlichen Halbinsel. Er fehlt nur in wenigen Regionen wie beispielsweise den Wäldern der Region des Trans-Fly und den savannenartigen Gebieten in der Nähe des Flusses Digul.

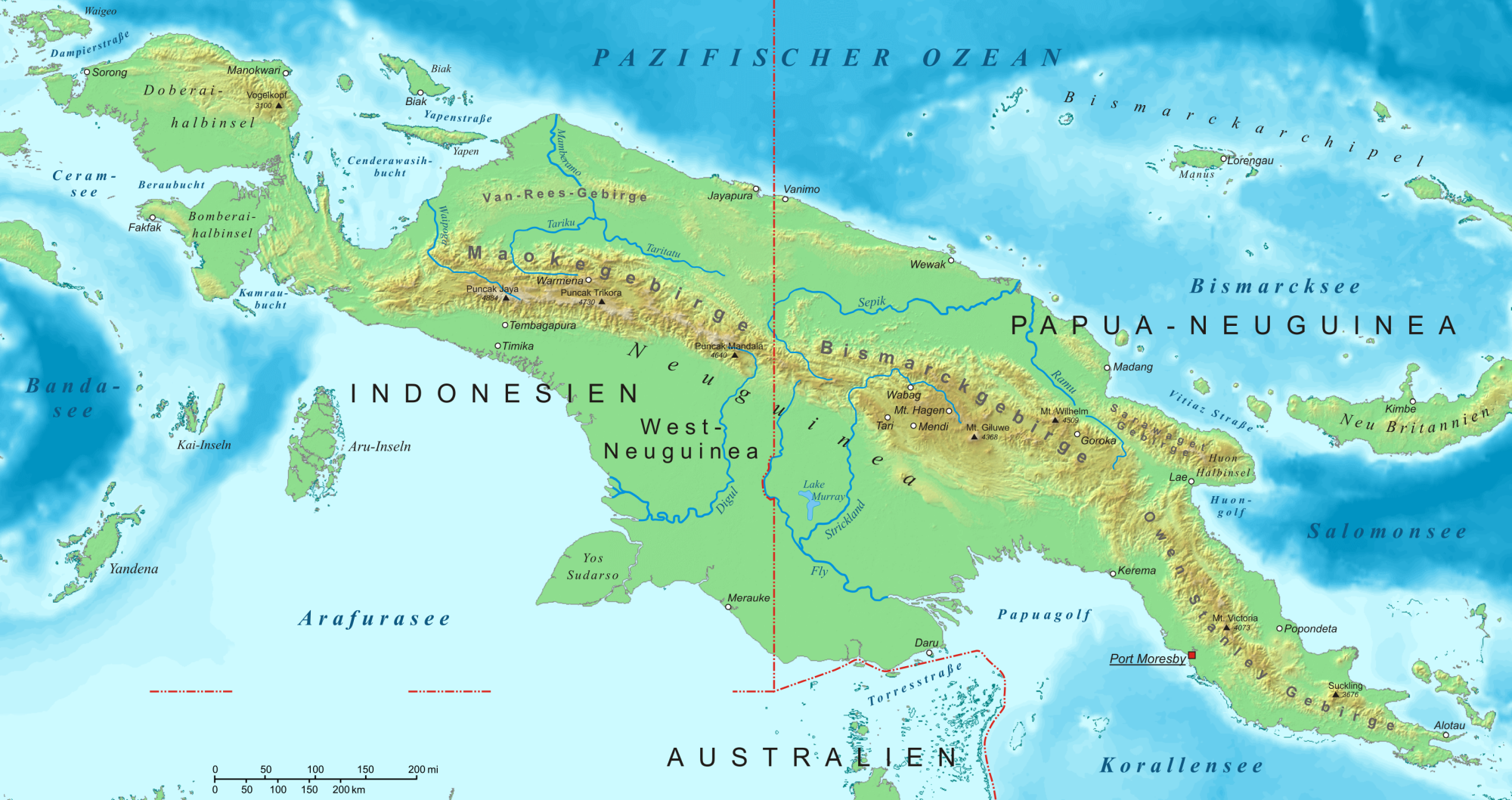
Neuguinea

Es werden für den Prachtparadiesvogel zwei Unterarten unterschieden:
- P. m. magnifica – (Vieillot, 1819) – Vorkommen im Westen und Zentralgebiet von Neuguinea. Das Verbreitungsgebiet reicht von der großen Halbinsel Vogelkop im Westen von Neuguinea bis nach Wewak im Nordosten. Im Südosten Neuguineas kommt diese Unterart bis zum Fluss Purari vor.[5]
- P. m. alberti – (Elliot, 1871) – Vorkommen von der Albany Island vor der Spitze der Kap-York-Halbinsel sowie auf der Kap-York-Halbinsel. Dort verläuft die südliche Verbreitungsgrenze etwa in der Höhe der Stadt Weipa im Westen der Halbinsel und die McIlwraith Range im Osten der Halbinsel.[2]

Der Prachtparadiesvogel besiedelt in seinem Verbreitungsgebiet tropische Regenwälder der Tiefebenen und Vorgebirge. Er kommt auch in Galeriewäldern vor. Die Höhenverbreitung reicht von der Tiefebene bis in Höhenlagen von 700 Metern. Vereinzelt ist er auch schon auf 1200 Höhenmetern beobachtet worden. Es gibt bis jetzt sehr wenig Untersuchung zum Wanderungsverhalten des Prachtparadiesvogels. Vermutlich sind sie Standvögel.

## Nahrung
Prachtparadiesvögel fressen überwiegend Wirbellose, daneben aber auch Früchte, sehr selten auch Sämereien. Grundsätzlich ist das Nahrungsverhalten bislang wenig untersucht und für die Populationen auf Neuguinea liegen mehr Berichte vor als für die in Australien beheimatete Population. Grundsätzlich wird davon ausgegangen, dass sich der Anteil von Insekten und Früchten abhängig von der jeweiligen Verfügbarkeit verschiebt. Ähnliches ist auch für den nah verwandten Viktoria-Paradiesvogel nachgewiesen.
Ihre Nahrung finden sie überwiegend im mittleren bis oberen Bereich von Baumkronen. Der lange Schnabel gilt als eine Anpassung, die ihnen das Stochern in Rinde und Epiphyten erleichtert. Sie setzen aber auch ihre kräftigen Füße ein, um Rindenstücke von Baumstämmen zu reißen und darunter nach Insekten zu sichern.  Sie sind ausgesprochen agile Vögel und klettern an Baumstämme ähnlich wie Baumläufer. Sie hüpfen während der Nahrungssuche auch von Ast zu Ast. Sie suchen gewöhnlich einzelgängerisch nach Nahrung, nur sehr selten sind sie in fruchttragenden Bäumen mit anderen Vögeln vergesellschaftet.

## Fortpflanzung

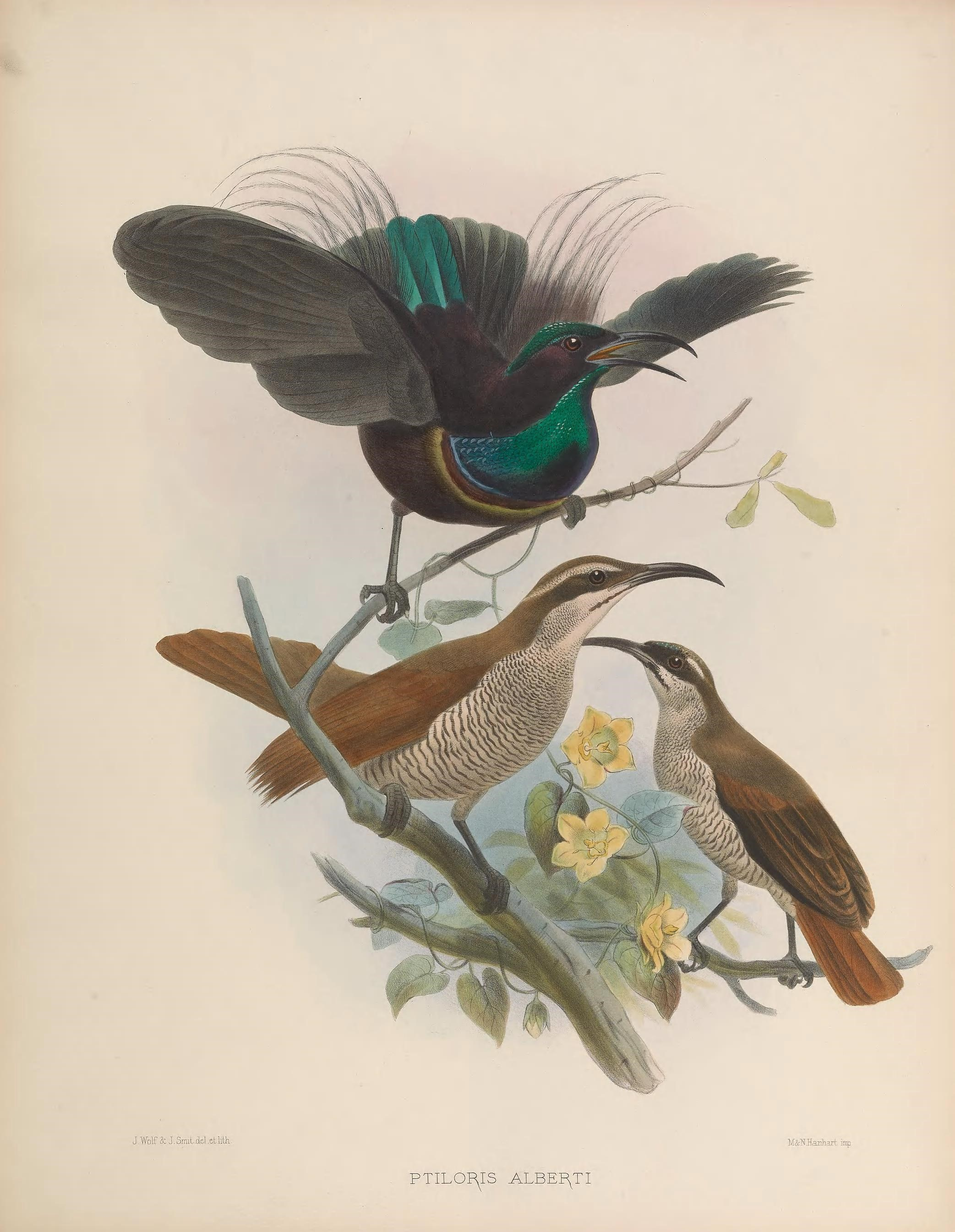
Darstellung eines balzenden Männchens mit Weibchen im Hintergrund

Die Männchen des Prachtparadiesvogels sind polygyn, das heißt, sie paaren sich mit mehreren Weibchen. Das Weibchen baut alleine das Nest, bebrütet alleine das Gelege und zieht allein die Jungvögel auf. Die Männchen werben um die Weibchen, indem sie von bestimmten festen Tanzwarten aus rufen und bei Annäherung eines Weibchens einen elaborierten Balztanz zeigen. Die Brutzeit fällt im gesamten Verbreitungsgebiet in den Zeitraum von Juni bis Februar.

### Balz
Es balzen ausschließlich die Männchen. Bei balzenden Prachtparadiesvögeln, die das Gefieder eines Weibchens tragen, handelt es sich um noch nicht geschlechtsreife Männchen. Ein Männchen, das ein Weibchen erblickt, reagiert darauf mit einem kurzen Verharren, legt dann das Gefieder an und steckt seinen Kopf und Schnabel in Richtung des Weibchens. Typischerweise hüpft es dann auf seinem Ast seitwärts hin- und her, begleitet von einem kurzen, schnellen Öffnen der Flügel (sogenannte „Wing flicks“). Diese Hüpfbewegungen werden durch eine kurze Seitwärtsbewegung des Kopfes unterbrochen, bei denen das Männchen mit dem Schnabel die Unterseite der Flügel berührt. Nähert sich das Männchen weiter, wendet es dem Weibchen mit senkrecht nach oben zeigendem Schnabel die Brust zu und präsentiert damit den metallisch glänzenden Kehl- und Brustfleck. Dabei zuckt es immer wieder mit dem ganzen Körper oder den beiden Flügeln. Diese Bewegung führt dazu, dass der Lichteinfall auf den Kehl- und Brustfleck sich ändert, wodurch dieser in einer etwas anderen Farbe schimmert.
Bei der Vollbalz strecken die Männchen beide Flügel plötzlich zur Seite und beginnen den immer noch gestreckten Schnabel abwechselnd zur linken und rechten Seite zu schwingen, so dass er fast die Flügelkanten berührt. Unmittelbar vor dieser Flügelbewegung öffnen sie häufig den Schnabel und zeigen damit ihr gelbes Schnabelinneres. Das Schwanzgefieder ist leicht angehoben. Einige Männchen begleiten die Vollbalz erneut mit seitlichen Hüpfbewegungen entlang des Astes, auf dem sie sitzen. Häufig nähern sie sich so dem Weibchen, es wurde aber auch Hüpfbewegungen beobachtet, bei denen sich das Weibchen vom Männchen entfernte. Die Hüpfbewegungen sind häufig mit der Kopfbewegung synchronisiert. Von den bis 2006 beobachteten Balzen des Prachtparadiesvogels kam es bei keiner anschließend auch zu einer Paarung mit dem Weibchen.

### Nest, Gelege, Nestlinge
Auf der Kap-York-Halbinsel wurden Nester im Wipfel von Schraubenbäumen und in Korbfarnen (Drynaria), die epiphytisch auf Bäumen wachsen, gefunden. Die durchschnittliche Höhe über dem Erdboden betrug vier Meter. Die Nester werden aus Blättern und den Ranken von Schlingpflanzen gebaut. Das Vollgelege besteht aus zwei Eiern. Die Schalenfarbe ist rosa-weißlich mit länglichen braunen und grauvioletten Flecken. Die Brutdauer ist unbekannt. Das Weibchen füttert die Nestlinge mit Insekten. Die Zeitdauer, die die Nestlinge bis zum Ausfliegen im Nest verbringen, ist bislang nicht bekannt.

## Lebenserwartung
Es liegen bislang nur wenige Daten für die Lebenserwartung des Prachtparadiesvogels vor, da diese Art nur vergleichsweise selten beringt wird. Ein 1990 im australischen Kutini-Payamu-Nationalpark beringtes adulte Weibchen wurde jedoch acht Jahre und elf Monate nach der Beringung wieder gefangen. Die maximale Lebensdauer von Prachtparadiesvögeln liegt daher bei mindestens zehn Jahren.

## Hybride mit anderen Paradiesvögeln
Die Neigung von Paradiesvögeln, sich mit anderen Arten ihrer Familie zu kreuzen, ist bereits zu Beginn des 20. Jahrhunderts von Anton Reichenow und damit fast früher als für jede andere Vogelfamilie beschrieben worden. Der Prachtparadiesvogel gehört dabei zu den Arten, für die mehrfach Kreuzungen mit Arten anderer Gattung innerhalb dieser Familie beschrieben worden ist. Die meisten Hybriden, die entdeckt werden, sind Männchen – bei ihnen fallen abweichende Gefiedermerkmale stärker auf als bei den unscheinbarer gefärbten Weibchen.
12 Männchen wurden bislang als eine Kreuzung zwischen Prachtparadiesvogel und Fadenhopf identifiziert. Sie wurden ursprünglich als Art eingestuft und entweder und wissenschaftlich als Heteroptlorhis mantoui beziehungsweise Craspedophora bruyni beschrieben. In freier Wildbahn wurden auch bereits Männchen des Fadenhopfs beobachtet, die Weibchen des Prachtparadiesvogels umwarben. Mehrere Hybride stammen außerdem aus Kreuzungen mit dem Pracht-Kragenparadiesvogel. Durch ein Typusexemplar ist außerdem belegt, dass es zu Paarungen mit dem Kleinen Paradiesvogel kommt. Auch dieser Kreuzung ist ursprünglich als eigenständige Art (Janthothorax bensbachi) beschrieben worden.

## Wissenschaftsgeschichte

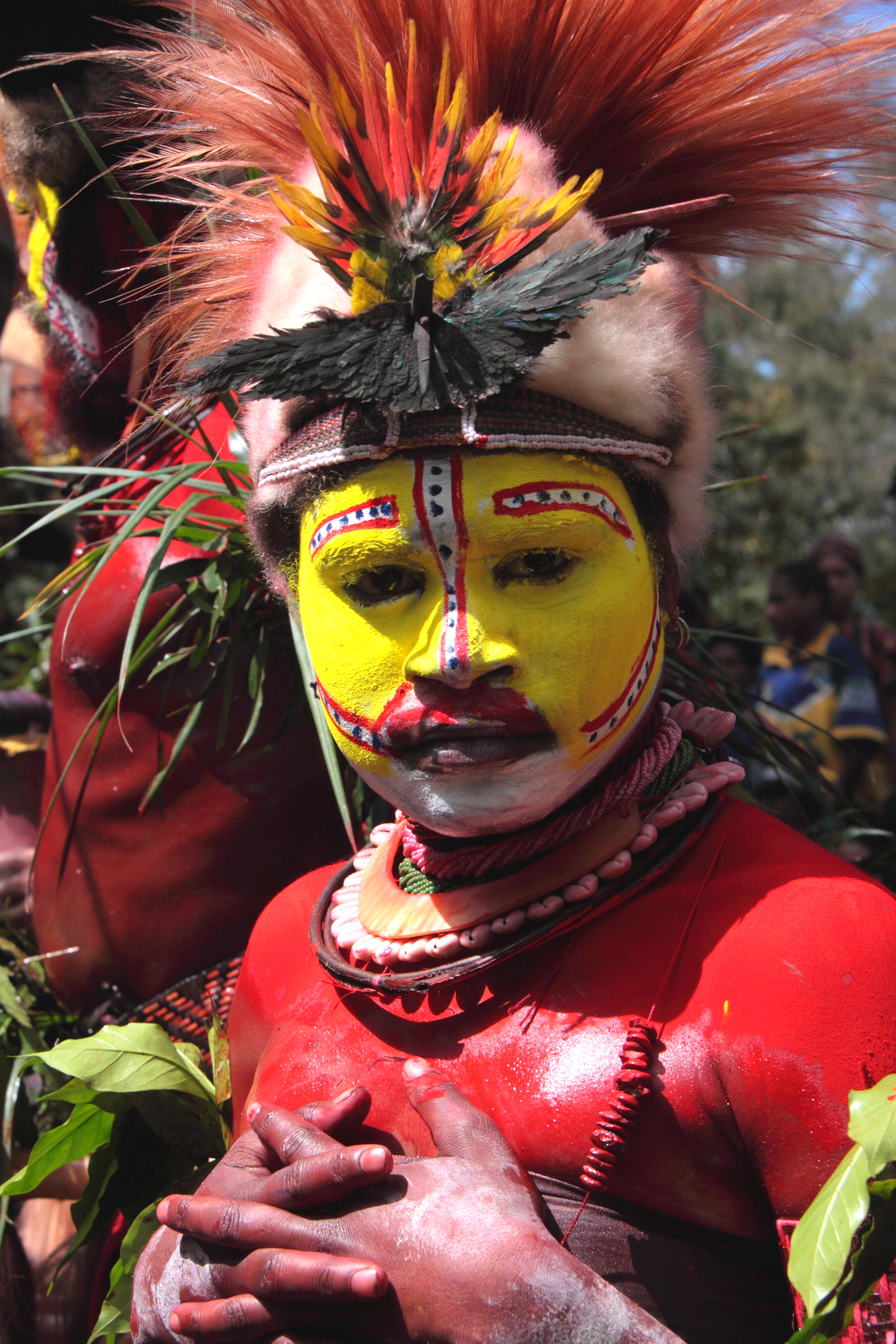
Huli aus der südlichen Hochland-Provinz von Papua-Neuguinea. Der Kopfschmuck besteht unter anderem aus dem blau schimmernden Brustgefieder des Prachtparadiesvogels sowie den roten Flankenfedern des Raggi-Paradiesvogels

Der Prachtparadiesvogel ist der erste Reifelvogel, der wissenschaftlich beschrieben wurde. Bekannt wurde er zunächst nur durch Vogelbälge, die in den Fernhandel gelangt waren. Eine erste Beschreibung erfolgte durch François Levaillant im Jahre 1807, eine zweite durch Frédéric Cuvier im Jahre 1817. Die wissenschaftliche Erstbeschreibung in der auf Carl von Linné zurückgehenden binären Nomenklatur erfolgte allerdings erst 1819 durch  Louis Pierre Vieillot. Die Art wurde ursprünglich der Gattung Epimachus zugeordnet, zwischenzeitlich in eine eigene Gattung Craspedophora gestellt und dann der Gattung der Eigentlichen Paradiesvögeln zugeordnet. Heute wird er den Reifelvögel zugeordnet.
Der erste Naturwissenschaftler, der den Prachtparadiesvogel in freier Wildbahn beobachtete, war 1869 Alfred Russel Wallace.
Die Polygynie dieser Art wurde bereits 1901 diskutiert, nachdem der Naturwissenschaftler J. A. Thorpe ein Männchen beobachtete, dass vor mehreren Weibchen balzte. Der australische Naturforscher Francis George Allman Barnard, der auf der Kap-York-Halbinsel mehr als 50 Nester dieser Art beobachtete und untersuchte, bestätigte diese Einschätzung, da er niemals ein Männchen in der Nähe der Nester beobachtete. Es ist heute eine gesicherte Erkenntnis, dass das Weibchen den Nestling alleine groß zieht. Die Balz ist mittlerweile mehrfach gefilmt worden.

## Haltung in Menschenobhut
Der Londoner Zoo erhielt bereits am 5. Oktober 1908 ein Weibchen des Prachtparadiesvogels. Wenig später wurde dies durch drei Paare ergänzt. Zu den frühen Haltern gehörte auch die New Yorker Zoological Society. Bereits 1913 legte ein in Großbritannien in privater Haltung gepflegtes Weibchen ein Ei, aus dem allerdings kein Jungvogel schlüpfte. Das Ei befindet sich heute im British Museum of Natural History.
Seit Beginn des 20. Jahrhunderts sind Prachtparadiesvögel wiederholt in Zoologischen Gärten oder privaten Volieren gehalten worden. Der Weltvogelpark Walsrode pflegte unter anderem während der 1990er Jahre ein einzelnes Männchen.

## Einzelbelege
1. 1 2 3 4 5 6  Higgins, Peter & Cowling: Handbook of Australian, New Zealand & Antarctic Birds: Volume 7 Boatbill to Starlings, Part A: Boatbill to Larks. S. 656.
2. 1 2 3 4   Handbook of the Birds of the World zum Prachtparadiesvogel, aufgerufen am 23. April 2017
3. 1 2 3  Higgins, Peter & Cowling: Handbook of Australian, New Zealand & Antarctic Birds: Volume 7 Boatbill to Starlings, Part A: Boatbill to Larks. S. 654.
4. ↑   Frith & Beehler: The Birds of Paradise - Paradisaeidae. S. 318.
5. 1 2 3 4 5  Beehler & Pratt: Birds of New Guinea. S. 425.
6. ↑   Frith & Beehler: The Birds of Paradise - Paradisaeidae. S. 316.
7. 1 2  Higgins, Peter & Cowling: Handbook of Australian, New Zealand & Antarctic Birds: Volume 7 Boatbill to Starlings, Part A: Boatbill to Larks. S. 655.
8. 1 2 3   Frith & Beehler: The Birds of Paradise - Paradisaeidae. S. 317.
9. ↑  Higgins, Peter & Cowling: Handbook of Australian, New Zealand & Antarctic Birds: Volume 7 Boatbill to Starlings, Part A: Boatbill to Larks. S. 646.
10. ↑   Frith & Beehler: The Birds of Paradise - Paradisaeidae. S. 315.
11. ↑  Higgins, Peter & Cowling: Handbook of Australian, New Zealand & Antarctic Birds: Volume 7 Boatbill to Starlings, Part A: Boatbill to Larks. S. 658.
12. ↑  Higgins, Peter & Cowling: Handbook of Australian, New Zealand & Antarctic Birds: Volume 7 Boatbill to Starlings, Part A: Boatbill to Larks. S. 657.
13. ↑   Frith & Beehler: The Birds of Paradise - Paradisaeidae. S. 325.
14. 1 2   Frith & Beehler: The Birds of Paradise - Paradisaeidae. S. 326.
15. ↑   McCarthy: Handbook of Avian Hybrids of the World. S. 228.
16. 1 2   McCarthy: Handbook of Avian Hybrids of the World. S. 231.
17. ↑   McCarthy: Handbook of Avian Hybrids of the World. S. 230.
18. 1 2   Frith & Beehler: The Birds of Paradise - Paradisaeidae. S. 323.
19. 1 2   Frith & Beehler: The Birds of Paradise - Paradisaeidae. S. 327.